# Molella
Molella, pseudonimo di Maurizio Molella (Monza, 6 novembre 1964), è un disc jockey, produttore discografico e conduttore radiofonico italiano.

## Carriera

### Gli esordi
Si avvicina alla musica all'età di quattordici anni realizzando musicassette mixate per gli amici.
Dopo essersi diplomato come disegnatore e congegnatore meccanico, debutta come speaker in una piccola radio di Muggiò: Radio Country. Dal 1984 mixa come DJ in diverse discoteche milanesi finché nel 1986 viene notato durante una serata da Danny Stucchi (station manager radiofonico degli anni ottanta) e approda a Radio Deejay, dove debutta come regista, lavorando con Gerry Scotti e con Amadeus. Un anno dopo al microfono c'è Jovanotti: il programma radiofonico è 1-2-3 CASINO. Con Jovanotti inizia una collaborazione che lo porterà sia in televisione che in tour nel 1988, facendolo diventare un DJ popolare in Italia nel settore della house e dell'hip hop, con lo slogan Molella martella.

### Gli anni Novanta
Produce il suo primo disco nel 1990 e lo intitola Je Vois, su etichetta Underground del gruppo Media Records, dopo il suo primo remix dell'anno precedente, Touch Me dei 49ers. Nel 1991 pubblica Revolution!, e nel 1992 è la volta di Free. Nel frattempo esce il suo remix di Chicco e Spillo per Samuele Bersani. Segue Confusion nel 1993, canzone con la quale realizzerà il remix dance di Nella notte degli 883. Le sue produzioni continuano nel 1994 con Change (canzone pubblicata con la collaborazione della cantante Debbie French e di Jeffrey Jey che ne realizza il remix con i Bliss Team), nel 1995 con la pubblicazione del suo primo album, Originale Radicale Musicale, che conterrà i precedenti successi Confusion e Change, insieme alla nuova ed omonima traccia Originale Radicale Musicale, e dal quale verranno estratte le hit XS, le cui parti vocali sono interpretate da Gala, e If You Wanna Party, realizzata insieme al gruppo rap statunitense The Outhere Brothers. Dal 1991 al 1996, inoltre, partecipa al Deejay Time di Albertino proponendo speciali Megamix di pochi minuti (il suo spazio era nominato "Megamix Planet").
Nel 1996 prosegue la produzione di musica dance con See The Difference, realizzata insieme al cantante reggae Asher Senator. Sempre nel 1996 diventa il produttore della cantante Gala e, con i producer Phil Jay, Roberto Santini e Gianni Fontana, del duo da lui ideato, The Soundlovers. Nel 1997 inizia una collaborazione con Phil Jay, dando luce al singolo It's A Real World e nel 1998 a With This Ring Let Me Go, brano che riprende la canzone Let Me Go! degli Heaven 17 che, insieme a Fast Eddie, parteciparono in prima persona alla realizzazione del brano stesso.
Prima del nuovo millennio e anche poco oltre, si dedica anche a gruppi minori con Phil Jay (MPJ, Countermove, Ucraina), e anche con altri producer, come Claudio Lancini (Free Drink), Filippo Carmeni (The End, Loop91, La Nonna, DJ Ross alias Mo.Ro., e Luca Belloni alias Harry James). Sull'onda del successo del personaggio di Mimmo Amerelli creato da Luca e Paolo, incide un disco proprio con i due comici chiamato Alla consolle.
Dal termine degli anni Ottanta fino a metà anni 2000, Molella ha mixato nel programma dance del Sabato notte di Radio Deejay Megamix. Nei suoi DJ set, dal 1991 fino al 2002, si è alternato con il DJ Fargetta; le sequenze andate in onda nel corso degli anni Novanta sono ancora oggi molto ricercate dal pubblico particolarmente affezionato alla dance di quella decade.

### Gli anni Duemila
Ritorna a produrre pezzi interamente suoi nel secondo semestre del 2000, quando esce il singolo Genik, brano con il quale cambia notevolmente sonorità: il brano in questione, infatti, varca la soglia tra i suoni dell'italo dance e quelli della trance. Inoltre, da questo momento, verrà accompagnato da un suo logo personale, raffigurante una M di colore rosso (l'iniziale del suo nome e del suo cognome). A marzo del 2001 lo stesso brano Genik verrà riproposto in versione accompagnata anche da una parte cantata, e si intitolerà The World Of Genik.
Il periodo di maggior successo nelle classifiche dance inizia proprio nel 2001: in aprile realizza il brano Discotek People; in giugno crea il remix di Ti prendo e ti porto via di Vasco Rossi, con il quale vincerà la categoria del "Miglior Remix" all'"Italian Dance Award 2001"; in settembre realizza il brano cantato metà in inglese e metà in italiano Love Lasts Forever, e in novembre pubblica il secondo e nuovo album Les Jeux Sont Faits. Alla fine dello stesso anno, conquista il primo posto della Discoparade dell'anno 2001.
Nella primavera del 2002 estrae dall'album Les Jeux Sont Faits il singolo Whistle's Party. In estate è la volta di un altro singolo cantato per metà in inglese e metà in italiano, ovvero T.V.A.B. (acronimo di "Ti Voglio Ancora Bene"). In autunno, invece, è la volta di Magia, che riprende la melodia strumentale del brano Come into My Life, scritto da lui stesso per la cantante Gala nel 1997.
A febbraio del 2003 arriva Baby!, mentre in estate crea due remix che verranno eletti come i migliori dell'anno 2003: si tratta di Ma il cielo è sempre più blu di Rino Gaetano, e di Mary dei Gemelli DiVersi. Sempre in estate esce il singolo Jolly, che in Italia passerà quasi inosservato, mentre ottiene notevole successo in Austria. Nel mese di settembre dello stesso 2003 esce Desert of Love. Nella primavera del 2004 inizia una collaborazione con Gigi D'Agostino, dando luce al gruppo Gigi & Molly, che realizzerà il brano strumentale Con il nastro rosa, cover dell'omonimo brano di Lucio Battisti e Mogol, e d'estate il brano Soleado, cover dell'omonimo brano dei Daniel Sentacruz Ensemble. Nell'estate 2004 esce Tell Me. A ottobre dello stesso anno pubblica il suo terzo album dal titolo Made In Italy, da cui vengono estratti i singoli Sunshine, che viene trasmesso per tutto l'inverno 2004/2005, e Village Groove, che ottiene un discreto successo nella primavera/estate del 2005.
Nell'autunno del 2005 Molella cambia nuovamente genere: passa infatti a sonorità più morbide, riproponendo in chiave disco house, con l'ausilio di Phil Jay, il successo If You Wanna Party, uscito 10 anni prima. Segue la stessa scia l'anno seguente, nel 2006, pubblicando il singolo From Space To My Life, con il quale riprende il ritornello vocale del brano Come into My Life, a differenza del brano Magia (uscito 4 anni prima), che invece, dello stesso brano, ne riprendeva soltanto la melodia strumentale. Nel 2007 viene pubblicata una nuova versione hard dance del precedente brano Originale radicale musicale remixato da Dj MNS di Graz (Austria), e alla fine dello stesso anno si ha un altro cambiamento di sonorità: un passaggio alla electro house col brano Love Resurrection, che riprende l'omonimo brano ('84) di Alison Moyet. Segue in quella stessa estate il brano Desire, pezzo dance-house con sonorità molto estive. Dal giugno 2008 iniziò il suo programma su m2o dalle 20 alle 21.
In questo arco di tempo, Molella inizia un progetto parallelo, pubblicando vari singoli con lo pseudonimo di M.L.A., che propone tracce più electro club. La prima traccia a vedere la luce è Sharm El Sheikh, poi segue Screams In The Night (2008) con sonorità decisamente da floorkiller, accompagnata da Stop. A seguire brani sempre electro minimal come Applaud And Laught, Yes (On The Move) la quale riprende il ritornello dell'omonimo brano (2000) del producer olandese Barthezz, e per ultima 2009, che riprende il riff di un brano di Miss Kittin, dal titolo 1982 (1998). Quest'ultimo brano è stato pubblicato con il collega Dario Boerchi, che nei crediti appare come DaBo. Molella, sotto questo alter ego, pubblica anche A Friend Of Joshua, che riprende il vocal di Gala in Everyone Has Inside (1995) e strizza l'occhio a sonorità più commerciali, diversificandosi dal finora "pistereccio" M.L.A.. Alla fine dell'anno esce anche Piace sotto il gruppo M&N.
Nel 2009, sempre sulle stesse sonorità appena intraprese, è la volta di Atmosphere, brano melodico dalle sonorità in linea alla tecktonik dance (di moda all'epoca con brani sul genere edm come No Stress del dj francese Laurent Wolf), che a quanto rivelato, sarebbe stato realizzato da Molella diversi anni prima e poi lasciato inedito, per poi essere riutilizzato nel 2009 in chiave moderna e con una versione italo dance. D'estate pubblica col rapper Fast Eddie, Be My Queen e di un ennesimo rifacimento di una propria canzone, With This Ring You Let Me Go, realizzata con la collaborazione del DJ Degree. Tutti i successi appena elencati, assieme a degli inediti, faranno parte del quarto album dal titolo Mollywood, tra cui un re-work dal titolo Genik (Reloaded), già edito nel 2000, adesso in chiave house, e altri lavori che spaziano dalla eurodance alla electro, dalla progressive alla club.

### Gli anni Duemiladieci
Nel 2010 ripropone il suo singolo Revolution, risalente al 1991, in chiave electro house e, sotto la sigla " M ", realizza Love With Me accompagnata come bonus track da una nuova versione electro di Discotek People (Reloaded). Nell'estate dello stesso anno ha proposto due nuovi singoli: Paradise (con la voce di Alessia D'Andrea) e Shine, un remix con nuove sonorità di un grande successo del 2000 di Deal. Inoltre tanti sono i suoi remix realizzati in questi mesi, da citare quello per la super hit europea Stereo Love. A settembre 2010 realizza il bootleg del primo disco macchina andato in onda in Mollybox, il suo nuovo programma radiofonico su m2o, si tratta del remix di Blaue Moschee di Die Vogel, nell'ottobre 2010 realizza un altro bootleg, quello di Barbra Streisand dei Duck Sauce. Dal gennaio 2010 Molella cura il programma Dual Core inserendo la parentesi M90, cioè gli anni '90 visti da lui. Dal settembre 2010 è lo speaker di Mollybox – programma radiofonico di un'ora di musica in onda su m2o tra le 14 e le 15 –, così pure avverrà per la m2o Club Chart. Negli ultimi mesi dell'anno realizza con il collega Jerma alcuni remix per Dj Nick, David Morales e altri, tra cui Carmen Consoli.
Con l'arrivo dell'estate 2011 realizza il singolo X-Rated con i produttori inglesi Supafly Inc. un disco che unisce la melodia solare tipicamente estiva alla potenza della dancefloor. Qualche mese dopo arriva Twisted, un disco vocal house vecchio stampo, creato con i producer italiani Lake Koast e cantata dalle Pretty Pretty e Malik, dagli Outhere Brothers; questo disco contiene un sample di Figlio Unico di Riccardo Del Turco del 1967.
Verso la fine del 2011, tra svariati lavori, Molella insieme a Phil Jay ripropone l'accoppiata degli anni '90 col gruppo MPJ pubblicando Sex, Love, House Music, brano che strizza l'occhio a sonorità molto club.
Il 2012 si apre con In Your Eyes, in collaborazione col giovane DJ producer italiano Sergio Mauri, disco con sonorità molto dance, cantato da Coco Star, già vocalist per Toca's Miracle di Fragma. In seguito, produce insieme all'immancabile Phil Jay il brano Sunlight della cantante bulgara Ive, curandole la versione Original Mix. Nel giugno 2012 compone la canzone Let Me Give You More che viene utilizzata nella pubblicità della TIM. Per l'estate registra un singolo Bonito con Ben DJ, sotto il gruppo Mol&Ben. Il 2012 si chiude con Even In The Rain e i remixes per Dj Antoine e Fly Project.
Nel 2013 realizza remixes per The Soundlovers, DJ Ross & Marvin, Pizza Brothers, Terry Jee e DJ Eddy-N e nell'estate dell'anno propone Everything con la collaborazione dei producer italiani Rudeejay e Matteo Sala, con il vocal di H-Boogie, singolo dalle sonorità progressive accompagnato da una versione più club. Nell'ottobre del 2013 arriva, in collaborazione col rapper Adam Savage, il brano You And Me Forever che riprende il ritornello della sempre sua Love Lasts Forever, pubblicata nel 2001. Il brano presenta versioni dance ma anche electro progressive.
Nel 2014 esce sull'etichetta WR1 Music (We Are One) di cui fa parte lo stesso Molella, il singolo Who's The Man, le cui versioni sono curate insieme agli italiani Airtones e Sissa. Segue sempre su WR1 Back Flip con Brumotti e Susan Tyler. Il 2015 si apre con Ninja Ahahah, prodotta con gli Airtones, più svariati bootleg con Nocera, Menegatti & Fatrix, Valentini di hit del momento che passa nel suo "Mollybox", programma radiofonico trasmesso su m2o.
Il 17 luglio 2015 chiude il suo programma su m2o Mollybox a dare la notizia lo stesso Molella a inizio di una puntata speciale che ripercorre la storia musicale di Mollybeach (versione estiva del programma), oltre al saluto via microfono: il dj pubblica subito dopo la fine della diretta sulla sua pagina ufficiale di Facebook un post di ringraziamento e di saluto ai suoi fan: "Sarò breve... Mi è scappata la lacrimuccia ma il programma Mollybox è finito per sempre... Grazie a tutti voi che mi avete seguito e che mi seguirete... Ci vediamo in giro, buona estate...".
Nel 2016 cura il remix Sono qui di Patrick Benifei. Ad aprile pubblica con Valentini il remix di All The Ladies dei Breakout; mentre a maggio è la volta del remix Everybody di Nick Peloso.
Nel 2017 esce la nuova edizione di un suo vecchio successo,  If You Wanna Party, nuovamente in collaborazione con gli Outhere Brothers. A maggio cura un remix di Occidentali's Karma per Francesco Gabbani. A luglio dello stesso anno firma il singolo World con Valentini.
Nel 2018 crea il remix de Le canzoni di Jovanotti e una cover de È l'uomo per me.
Nell'aprile 2019 cura con Valentini il remix di Pick Me Up per Roccuzzo. A giugno pubblica il singolo Butterfly, vocalist Emanuele Bertelli (X Factor 2018).

## Discografia

### Album
- 1995 - Originale radicale musicale
- 2001 - Les jeux sont faits
- 2004 - Made in Italy
- 2009 - Mollywood

### Raccolte
- 1996 - Molly 4 Deejay
- 2006 - The Best Of Molella
- 2008 - Molly 4 Deejay Today

### Singoli
- 1990 - Je vois (Underground, UND 503, maxi-singolo)
- 1991 - Revolution (FRI, FM 001, maxi-singolo)
- 1992 - Free (Marton & Media, MM 001, maxi-singolo)
- 1993 - Confusion (remix di Nella notte degli 883) (Time, TIME 021, maxi-singolo)
- 1994 - Change (Time, TIME 037, maxi-singolo)
- 1995 - Originale Radicale Musicale (Time, TIME 046, maxi-singolo)
- 1995 - If you wanna party (feat. The Outhere Brothers) (Time, TIME 057 CD, cd-singolo)
- 1995 - XS (Time, TIME 053, cd-singolo)
- 1995 - E non finisce quí (Z100 Vocalist Lukone, Cd-Singolo)
- 1995 - Arriva Arriva[62] (Z100 Vocalist Lukone,  Cd-singolo)
- 1996 - Ci gira in giro (Z100 Vocalist Lukone, Cd-singolo)
- 1996 - See The Difference (and Asher Senator) (Time, TIME 068, cd-singolo)
- 1997 - It's A Real World (& Phil Jay feat. Nancy) (Time, TIME 086, maxi-singolo)
- 1998 - With this ring let me go (& Phil Jay present Heaven 17 meets Fast Eddie) (Time, TIME 114, maxi-singolo)
- 2000 - Genik (Liquid Sound, L1 CDM, cd-singolo)
- 2001 - Discotek People (Liquid Sound, L8 CDM, cd-singolo)
- 2001 - Listen (Liquid Sound, L15, maxi-singolo)
- 2001 - Love lasts forever (Liquid Sound, L20, maxi-singolo)
- 2002 - Whistle's party (Liquid Sound, L31, maxi-singolo)
- 2002 - T.V.A.B. (Liquid Sound, L38 CDS, cd-singolo)
- 2002 - Magia (Liquid Sound, L 42 CDS, cd-singolo)
- 2003 - Baby! (Liquid Sound, L52 CDS, cd-singolo)
- 2003 - Desert Of Love (Liquid Sound, L65 CD, cd-singolo)
- 2004 - Sunshine (Liquid Sound, L81 CDM, cd-maxi singolo)
- 2004 - Con Il Nastro Rosa (feat. Gigi d'Agostino) (Gigi & Molly) (NoiseMaker, NM 045/CD, cd-singolo)
- 2004 - Tell Me (Liquid Sound, L 79, cd-singolo)
- 2004 - Soleado (Gigi & Molly) (NoiseMaker, NM 049, cd-singolo)
- 2005 - Village Groove
- 2005 - If you wanna party 2005 feat. The Outhere Brothers (Time, TIME 435, maxi-singolo)
- 2006 - From Space To My Life (Time, TIME 449, maxi-singolo)
- 2006 - Love Resurrection (Molella vs. Tony) (Do It, DO IT 701, maxi-singolo)
- 2007 - Sharm el Sheick
- 2007 - Desire
- 2009 - Be My Queen/Whit This Ring Let me Go 2009 (Molella feat. Fast Edie/Molella & Phil Jay present. Heaven 17) (Time Time 554, maxi-singolo)
- 2009 - Love Whit Me (Do It, DO IT 926,  maxi-singolo)
- 2009 - Atmosphere (Do It, DO IT 909 CDM, cd-maxi singolo)
- 2010 - Revolution (electronic remix) (Time, TIME 571, maxi-singolo)
- 2010 - Paradise (feat. Alessia D'Andrea) (Time, TIME 591 CDM, cd-singolo)
- 2010 - Shine (vs Deal) (Time, cd singolo)
- 2011 - X-Rated (Molella & Supafly Inc) (Time, TIME 625,  maxi-singolo)
- 2011 - Twisted (Molella & Lake Coast feat. Pretty Pretty & MALIK) (Time, TIME 629, cd-singolo)
- 2012 - Let Me Give You More (Time, TIME-635-CDM, cd-singolo)
- 2012 - In Your Eyes (Molella & Sergio Mauri feat. Coco Star) (Stop And Go, GO 297297-2, cd-singolo)
- 2013 - Everything (Molella, Rudeejay, Matteo Sala ft H Boogie) (Time, TIMEDIG481, MP3)
- 2013 - You And Me Forever (ft. Adam Savage) (Time, TIME DIG 546, MP3)
- 2014 - Who's The Man (WR1 Music, WR1.001, MP3)
- 2014 - Back Flip ft. Susan Tyler, Brumotti
- 2015 - Ninja Ahahah (feat. Airtones) (WR1 Music, WR1.017, MP3)
- 2015 - Bring Back The Love (feat. Airtones)
- 2017 - If You Wanna Party (Rework 2K17) feat. The Outhere Brothers (Time, TIMEDIG 1021, MP3)
- 2017 - World (Molella & Valentini)
- 2018 - È l'uomo per me
- 2019 - Butterfly (feat. Emanuele Bertelli) (Silos Music, SM 2256795082, MP3)
- 2020 - Starlight & Gold (Molella feat. Kt Tunstall)
- 2021 - Just Love (Molella Feat. Devonte)

### Remix
- Samuele Bersani - Chicco e Spillo (1992)
- 883 - Nella notte (1993)
- Musical Youth - Pass the Dutchie (1994)
- Vasco Rossi - Rewind (1999)
- Vasco Rossi - Ti Prendo E Ti Porto Via (2001)
- Schiller con Heppner - Dream of You (2001)
- ATB - I Don't Wanna Stop (2003)
- Gemelli DiVersi - Mary (2003)
- Rino Gaetano - Ma il cielo è sempre più blu (2003)
- Safeway - I'm in Love (2003)
- Claudio Simonetti - The Dealer (2004)
- Lucio Battisti - Con il nastro rosa (2004)
- Vasco Rossi -  Buoni o cattivi (2004)
- Phil Jay - Samba (2005)
- Vasco Rossi - Cosa vuoi da me (2005)
- Luciano Ligabue - Happy Hour (2005)
- Calvin Harris - The Girls (2007)
- Lexter - Freedom to Love (2007)
- The Potbellez - Don't Hold Back (2007)
- David Morales - I Make You Gaga (2010)
- Deal - Shine (2010)
- Deepside Deejays - Beautiful Days (2010)
- Die Vogel - Blaue Moschee (2010)
- DJ Nick - Eyo Eyo (2010)
- Duck Sauce - Barbara Streisand (2010)
- Edward Maya e Vika Jigulina - Stereo Love (2010)
- Get Far e H-Boogie - The Radio (2010)
- Jerma pres. Kelvin Scott - Just on Day (2010)
- Missy Elliot, Timbaland e Ginuwine - Get Involved (2010)
- Mondomarcio - MP3 (2010)
- Carmen Consoli - AAA Cercasi (2011)
- Bentu De Soli - Pearls Of Summer(2011)
- The Weekenders - Boogie (2011)
- Erick Violi, El Indio - La Linda (2011)
- MPJ - Sex, Love, House Music (2011)
- The Stylist feat. Andrea Love - The Lights (2012)
- DJ Eddy-N Feat. IVA & Heat - Be Free (Molella Remix) (2012)
- Fly Project - Musica (Molella Remix) (2012)
- DJ Antoine, Mad Mark - Broadway (Molella Remix) (2012)
- DJ Ross Feat. Marvin - Baker Street (Molella Remix) (2013)
- The Soundlovers - Surrender 2013 (Molella e Alex Nocera Remix) (2013)

### Produzioni
- 1996 - Gala Freed from Desire
- 1997 - Gala Come into My Life